# Opsodoras stuebelii
Opsodoras stuebelii es una especie de peces de la familia Doradidae en el orden de los Siluriformes.

## Morfología
• Los machos pueden llegar alcanzar los 11 cm de longitud total.

## Hábitat
Es un pez de agua dulce y de clima tropical (22 °C-25 °C).

## Distribución geográfica
Se encuentran en Sudamérica: cuenca superior del río Amazonas.